# Lord Steward
Lord Steward o Lord Steward of the Household, è un'importante carica ufficiale della casa reale. Fino al 1924 era un membro del Governo.
Il nobile designato riceve la nomina dal sovrano in persona e porta un bastone bianco come l'emblema della sua autorità; è il primo dignitario di corte. Fino al 2004 presiedette il Consiglio di Green Cloth. Nel suo staff sono presenti il Tesoriere e il Controllore. Questi funzionari erano di solito coetanei o figli di coetanei e consiglieri privati. I doveri che in teoria appartengono al Lord Steward, Tesoriere e Controllore sono, in pratica, eseguiti dal Maestro della casa, che è un funzionario permanente e risiede nel palazzo.

## Lord Steward

### XV secolo
- John Sutton, I barone di Dudley
- John Tiptoft, I barone di Tiptoft
- John Tiptoft, I conte di Worcester
- Thomas Stanley, I conte di Derby
- John Radcliffe, IX barone FitzWalter
- Robert Willoughby, I barone di Broke

### XVI secolo
- George Talbot, IV conte di Shrewsbury
- Robert Radcliffe, I conte di Sussex
- Charles Brandon, I duca di Suffolk
- William Paulet, I marchese di Winchester
- John Dudley, I duca di Northumberland
- Henry Fitzalan, XIX conte di Arundel
- William Herbert, I conte di Pembroke
- Robert Dudley, I conte di Leicester

### XVII secolo
- Charles Howard, I conte di Nottingham
- Ludovic Stuart, I duca di Richmond
- James Hamilton, II marchese di Hamilton
- William Herbert, III conte di Pembroke
- Thomas Howard, II conte di Arundel e Surrey
- James Stewart, I duca di Richmond
- James Butler, I duca di Ormonde
- William Cavendish, I duca di Devonshire

### XVIII secolo
- William Cavendish, II duca di Devonshire
- John Poulett, I conte Poulett
- Henry Grey, I duca di Kent
- John Campbell, II duca di Argyll
- Lionel Sackville, I duca di Dorset
- Philip Stanhope, IV conte di Chesterfield
- William Cavendish, III duca di Devonshire
- Lionel Sackville, I duca di Dorset
- Charles Spencer, III duca di Marlborough
- John Manners, III duca di Rutland
- William Talbot, I conte di Talbot
- Frederick Howard, V conte di Carlisle
- Charles Manners, IV duca di Rutland
- William Legge, II conte di Dartmouth
- James Brydges, III duca di Chandos
- John Sackville, III duca di Dorset
- George Townshend, II marchese Townshend

### XIX secolo
- George Legge, III conte di Dartmouth
- Heneage Finch, IV conte di Aylesford
- George Cholmondeley, I marchese di Cholmondeley
- Henry Conyngham, I marchese di Conyngham
- Richard Temple-Nugent-Brydges-Chandos-Grenville, I duca di Buckingham e Chandos
- Richard Wellesley, I marchese Wellesley
- George Campbell, VI duca di Argyll
- Thomas Egerton, II conte di Wilton
- William George Hay, XVIII conte di Erroll
- Charles Jenkinson, III conte di Liverpool
- Hugh Fortescue, II conte di Fortescue
- James Graham, IV duca di Montrose
- Henry Howard, XIII duca di Norfolk
- Frederick Spencer, IV conte Spencer
- Edward Eliot, III conte di St. Germans
- Brownlow Cecil, II marchese di Exeter
- John Ponsonby, V conte di Bessborough
- John Spencer-Churchill, VII duca di Marlborough
- Charles Bennet, VI conte di Tankerville
- Frederick Lygon, VI conte di Beauchamp
- John Townshend, I conte di Sydney
- William Edgcumbe, IV conte di Mount Edgcumbe
- Gavin Campbell, I marchese di Breadalbane
- Sidney Herbert, XIV conte di Pembroke

### XX secolo
- Cecil Foljambe, I conte di Liverpool
- William Lygon, VII conte Beauchamp
- Edwyn Scudamore-Stanhope, X conte di Chesterfield
- Horace Farquhar, I conte di Farquhar
- Anthony Ashley-Cooper, IX conte di Shaftesbury
- George Leveson-Gower, V duca di Sutherland
- Walter Montagu Douglas Scott, VIII duca di Buccleuch
- Douglas Douglas-Hamilton, XIV duca di Hamilton
- Gerald Grosvenor, IV duca di Westminster
- Charles Lyttelton, X visconte di Cobham
- Hugh Percy, X duca di Northumberland
- Matthew White Ridley, IV visconte Ridley

### XXI secolo
- James Hamilton, V duca di Abercorn 2001 - 2009
- James Ramsay, XVII conte di Dalhousie 2009 - 2023
- Peter St Clair-Erskine, VII conte di Rosslyn 2023 -